# 733
733 (DCCXXXIII) fue un año común comenzado en jueves del calendario juliano, en vigor en aquella fecha.

## Acontecimientos
- León III, el Isaurio, emperador bizantino, retira de la jurisdicción papal los Balcanes, Sicilia y Calabria, como respuesta al apoyo a los contrarios a los iconoclastas italianos por parte del papa Gregorio III.
- León III, emperador bizantino, sella un pacto con los jázaros.